# أبي كينغ
أبي كينغ (بالإنجليزية: Aby King)‏ (1 مارس 1977)؛ كاتِبة مُتخصِّصة في أدب الأطفال وروائية بريطانية.